# 呂楚威
呂楚威（Lui Chor Wai，1978年5月27日—），生於香港，香港籃球運動員及籃球教練，司職小前鋒，在2002年加盟中國男子籃球職業聯賽球隊香港飛龍成為第2名登陸CBA的香港球員。

## 籃球生涯
呂楚威生於香港，於1997年開始效力飛鷹，翌年轉會到成名球會福建，再於2002年轉戰CBA球隊香港飛龍，可是球隊惜發展平平，排在聯賽榜最尾，需降至甲B聯賽競逐，而香港飛龍最終亦因財務問題而解散。2008年加盟永倫，直至在2013年球季回歸飛鷹，並協助球隊以6勝1負成績，憑較佳對賽成績壓倒永倫，首度贏得常規賽冠軍。直到2015年7月7日，呂楚威與飛鷹隊友宗銘達，於告別戰以60–76不敵福建賽後宣佈退役。2017年，呂楚威為協助恩師兼現任飛鷹教練鄭學來而宣佈復出。

## 教練生涯
2012年5月，呂楚威與隊友蔡芳裕，方誠義，香振強和潘志豪合資開設籃球學校。2015年，呂楚威開始擔任甲二球隊旭暉教練，並在2016年7月帶領球隊贏得甲二聯賽冠軍，2012年後再度升班可是旭暉升班後首季便排在聯賽榜尾重返甲二組聯賽，而呂楚威於2017年擔任剛升班上甲一組球隊滿貫的教練。 

## 外部連結
- 呂楚威在fiba.basketball（英语）
- 呂楚威在archive.fiba.com（archived）（英语）
- 呂楚威在中国男子篮球职业联赛
- 呂楚威在Eurobasket.com（球員）（英语）
- 呂楚威在Eurobasket.com（球員）（英语）